# الأدب العربي الحديث (الفواصل الزمنية)
الأدب العربي الحديث ارتبط الأدب العربي الحديث بالظروف السياسية، والاجتماعية، والفكرية التي عاشها العرب، شأنه في ذلك شأن الآداب العالمية، فكانت لكل مرحلة جذورها، وامتدادها الزمني الذي بدا شديد التداخل، مختلط المميزات والخصائص. هذا الوضع أنتج مراحل (عصور): الانبعاث، والنهضة، والحديث، والمعاصر.

## في الإشكالية
تلقى مسألة تحديد الفواصل الزمنية التي يصنف الأدب العربي الحديث على أساسها، جدلا بين مؤرخي الأدب والنقّاد؛ إذ لم يستقر الرأي حتى اليوم، على وضع حدود فاصلة بين المراحل التاريخية: متى تبدأ؟ ومتى تنتهي؟
 أمام صعوبة وضع حدود ثابتة وقاطعة بين كل مرحلة وأخرى، نتج ثلاثة اتجاهات، يسعى كل اتجاه إلى وضع فواصل زمنية بين مراحل الأدب العربي الحديث، يختلف عن الاتجاه الآخر. وتتوزع هذه الاتجاهات بحسب الآتي: أربع مراحل - ثلاث مراحل - مرحلتين.

### اتجاه الفواصل الأربعة
يقسم الاتجاه الأول القائل بالفواصل الأربعة، المراحل الأدبية بحسب الآتي:
1. الانبعاث: من بداية القرن التاسع عشر حتى نهايته.
2. النهضة: خليط من المرحلة الأولى والربع الأول من القرن العشرين.
3. الحديث: تمتد من نهاية الحرب العالمية الأولى إلى خمسينات القرن العشرين.
4. المعاصر: يمتد من خمسينيات القرن العشرين إلى يومنا هذا.

### اتجاه الفواصل الثلاثة
يجمع الاتجاه الثاني القائل بالفواصل الثلاثة بين الحديث والمعاصر، وبناء عليه، يوزع المراحل بحسب الآتي:
1. الانبعاث (يسبقها زمن تمهيدي)
2. النهضة
3. الأدب العربي الحديث والمعاصر

### اتجاه الفاصلتين
يقصر الاتجاه الثالث، الفواصل الزمنية للأدب العربي الحديث، على مرحلتين، هما:
1. مرحلة الانبعاث بما فيها الخطوات الأولى للتعبير الأدبي
2. مرحلة النهضة والحديث والمعاصر، على أساس من تشابه الظروف العامة السياسية والاجتماعية والفكرية[4] التي عاشها العالم العربي.

## ينظر أيضًا
- الأدب العربي
- عصر النهضة العربية
- الأدب العربي الحديث
- شعر عمودي
- شعر حديث
- المعاصر
- مصطلح